# 天主教圣卡洛斯教区 (巴西)
天主教圣卡洛斯教区（拉丁語：Dioecesis Sancti Caroli in Brasilia）是巴西一個羅馬天主教教區，屬坎皮納斯總教區。
教區成立於1908年6月7日，位於聖保羅州中部。2010年有教友801,000人，佔轄區總人口73.0%、一百個堂區、140名司鐸。現任教區主教為保祿·塞爾吉奧·馬查多。